# Slaget vid Paardeberg

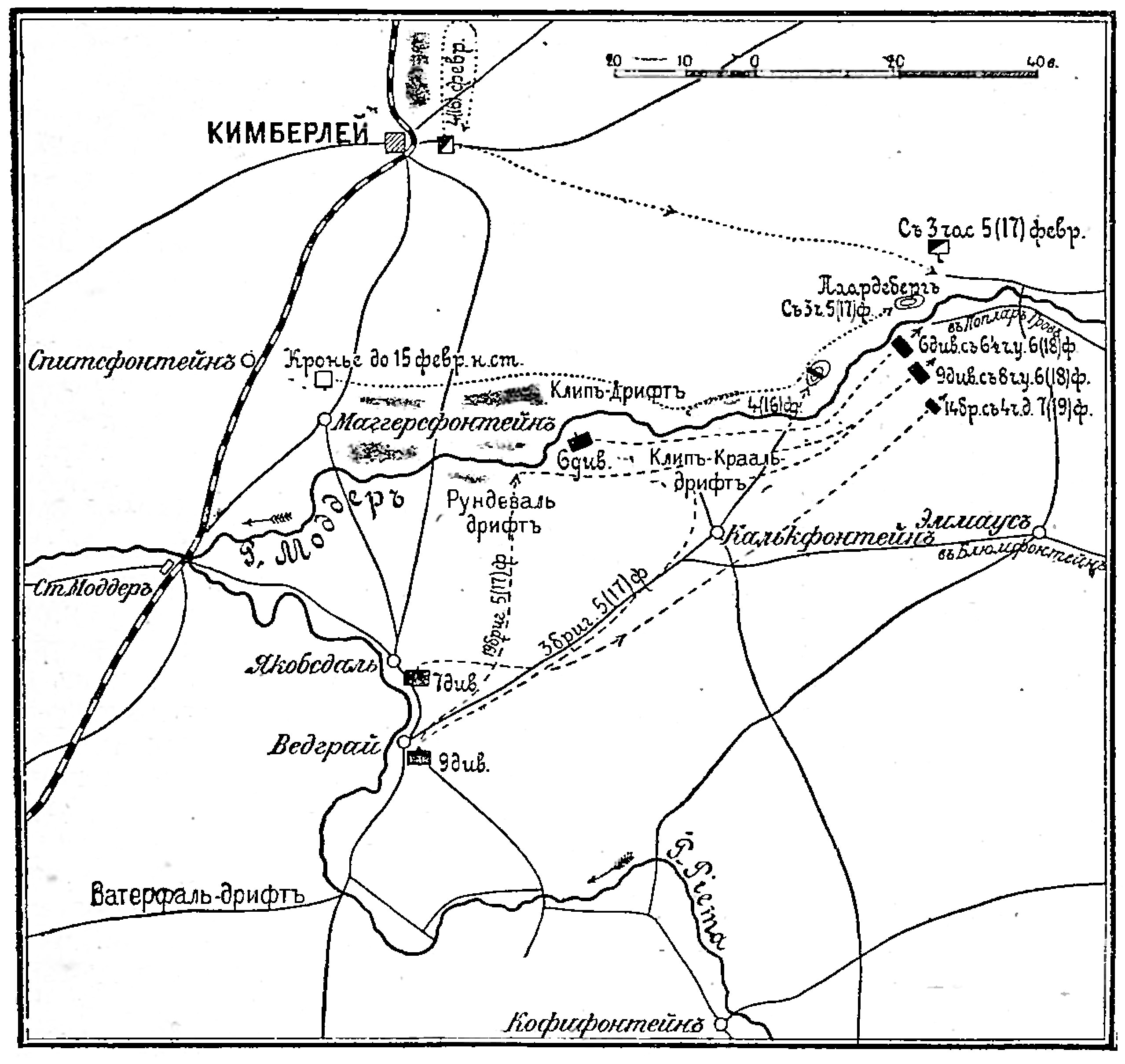
Slaget vid Paardeberg

Slaget vid Paardeberg var ett slag under andra boerkriget 17–27 februari 1900 vid bergshöjden Paardeberg, där brittiska trupper under befäl av Horatio Herbert Kitchener besegrade en boerarmé under befäl av Piet Cronjé.
Piet Cronjés underlägsna armé om 5 000 man lyckades slå tillbaka alla anfall från det brittiska infanteriet, men saknade offensiv kraft att slå sig ut sedan de brittiska trupperna inringat hans armé, och efter tio dagar måste de utsvultna trupperna kapitulera.